# نينوفتسي
نينوفتسي (بالبلغارية: Неновци)‏ قرية تقع إدارياً ضمن تريافنا في بلغاريا. تعتمد نينوفتسي للبريد على الرمز البريدي 5367.